# ゲイモス
『ゲイモス』は、1985年8月28日にアスキーより発売されたファミリーコンピュータ用ソフト。

## 概要
3Dシューティングゲームであり、戦闘機を動かして敵を次々と倒して行き、ボス「フォボス」を倒すゲーム。全6面。
漫画『ファミ魂ウルフ』（1986年）では主人公と敵がこのゲームをプレイして、どちらが先に6面クリアできるかという勝負があった。

## ゲーム内容
対空武器の「パルサー」、対地武器の「クェーサー」を使い分けて敵を倒す。各ステージは太陽系の各惑星が舞台となっており、地球からスタートしてだんだん太陽系の外側へとステージは進んでいく。6面をクリアすると1面に戻るいわゆる「ループもの」であり、残機がなくなるまでゲームは続く。
フォボスは弱点にパルサーを5発撃ち込むことで次の惑星へワープ（逃亡）してステージクリアとなるが、フォボス戦には時間制限があり、制限時間内に5発撃ち込めないと「そのステージを最初からやり直し」になる。またフォボスが出現するシーンになると何故か「PAUSE」が出来なくなってしまう。
このゲームには「モードA」と「モードB」がある。スクロールの関係で自機の操作感に大きな違いがあるが、操作方法やゲームのルール自体に違いは無い。
モードA：上下左右方向には固定された画面の枠内で自機を動かせる。

モードB：自機が常に画面中央に固定されたアングルで、十字キーの操作で自機以外が動く。自機を動かせる範囲はモードAと同じ。

## 評価
ゲーム誌『ファミリーコンピュータMagazine』の1991年5月10日号特別付録「ファミコンロムカセット オールカタログ」では、「2つのモード選択で画面の動きの好きな方を選べるがあまり意味がない」と紹介されている。